# Новгородский уезд
Новгоро́дский уезд — уезд первоначально Новгородской земли, после Санкт-Петербургской, с 1727 года Новгородской губернии; расположен был в западной части последней.

## География
Новгородский уезд, по данным земского исследования 1893 года, занимал 969280 десятин (9305 кв. вёрст, около девятой части губернии).
Поверхность плоская; 24 % всей площади занимали неудобные места или болота, поросшие лесом. Болот особенно много было в западной части уезда, вдоль границы Санкт-Петербургской губернии, из них обширнейшие: Каменский и Даниловские мхи (278 кв. вер.) и Тушинские мхи (222 кв. вер.).
На юге расположено озеро Ильмень, часть которого (42 тыс. десятин) принадлежала Новгородскому уезду.
Из притоков озера Ильменя значительны: Шелонь, служащая границей со Старорусским уездом, Мста — в нижнем своём течении, обе реки были судоходны, Веряжа и Веронда — сплавные. Исток Ильменя, Волхов, пересекал уезд на протяжении 120 вёрст; Волхов вместе со своим рукавом Малым Волховцем судоходны на всём протяжении; из притоков Волхова сплавные реки: Оскуя, Пчежва к Тигода. В западной части уезда протекает Тосна, приток Невы, по которой производился значительный сплав дров.
Почва уезда в лесистых местностях иловатая, редко песчаная, в западной части песчано-глинистая, местами каменистая, вдоль р. Волхова — глинистая и подзольная; подпочва состоит из девонских известняков, которые особенно развиты у села Чудова и по берегам Волхова, во многих местах они ломаются на известь и плиту; низменные берега озера Ильменя покрыты большими толщами наносов. По берегам Волхова, Мсты и их притоков расположены обширные пойменные луга, с которых вывозится за пределы уезда свыше ???(скольких?) млн пудов сена.

## История

### Новгородская земля
История местности, на которой располагался уезд тесно связано с историей Великого Новгорода. В эпоху Водской пятины значительными поселениями Новгородского уезда были Грузино, земли у истоков Волхова и по берегам Тигоды.
Согласно писцовой книге Шелонской пятины 7006 (1497/98) года письма Матвея Ивановича Валуева в Новгородский уезд входили следующие территориальные единицы.
В Шелонской пятине:
- Заверяжье (южная часть)
- Паозерье;

погосты:
- Голинский
- Коростынский
- Буряжский
- Фроловский
- Турский
- Лубинский
- Боротенский
- Березский
- Павский
- Логовещский
- Щирский
- Хмерский
- Быстреевский
- Лосицкий
- Лятцкий
- Прибужский
- Щепецкий
- Сумерский
- Бельский
- Которский
- Дремяцкий
- Петровский
- Передольский (южная часть)
- Косицкий (южная часть)
- Сабельский (юго-восточная часть)
- Сутоцкий
- Ретенский
- Скнятинский
- и, возможно, Вшельский (в первых писцовых книгах не упоминается);

Новосольское кормление
погосты:
- Медведь
- Струпинский
- Любынский
- Доворецкий
- Свинорецкий
- Мусецкий

Илеменское кормление
погосты:
- Илеменский
- Михайловский на Полоной

Согласно писцовой книге Водской Пятины Дмитрия Китаева 7008 года в Новгородский уезд входили следующие территориальные единицы.
В Водской пятине:
- Заверяжье — западная часть (от Волхова)

погосты:
- Григорьевский Кречневский или Кречново (1582),
- Никольский Пидебский,
- Егорьевский Лузский (Луской),
- Дмитриевский Гдитцкий,
- Климецкий Тёсовский,
- Спасский на Оредежи (Аредежи),
- Сабельский,
- Успенский Хрепельский или Хрепль,
- Косицкий (Коситцкой),
- Никольской Передольской (Передолской),
- Дмитревской Городенской,
- Никольский Бутковский,
- Ильинский Тиготский (Тиготцкой),
- Солецкий на Волхове,
- Андреевский (Ондреевской) Грузинский,
- Успенский Коломенский на Волхове,
- Антоновский (Онтоновский) на Волхове,
- Петровский на Волхове,
- Иванский Переездский на Волхове (Иванской Переежской)

В Обонежской пятине — Заонежские погосты в составе:
- Оштинский погост
- Выгозерский погост
- Шуньгский погост
- Челмужский погост
- Толвойский погост
- Водлозерский погост
- Шуйский погост
- Кижский погост
- Шальский погост
- Пудожский погост
- Андомский погост
- Остречинский погост
- Вытегорский погост
- Мегорский погост
- Олонецкий погост
- Важинский погост
- Пиркинский погост
- Веницкий погост

### Российская империя
В 1727 году Новгородская губерния была выделена из Санкт-Петербургской губернии и состояла из 5 провинций. Новгородский уезд входил в состав Новгородской провинции.
В 1775 году было отменено деление на провинции; все уезды перешли непосредственно в губернское подчинение.

В 1776 году была реформирована Псковская губерния. К ней отошли Порховский, Гдовский уезды Новгородской губернии, а также некоторые погосты Новгородского уезда «кои от вновь проложенной прямой дороги от Гатчинской мызы на Порхов по правую сторону останутся».

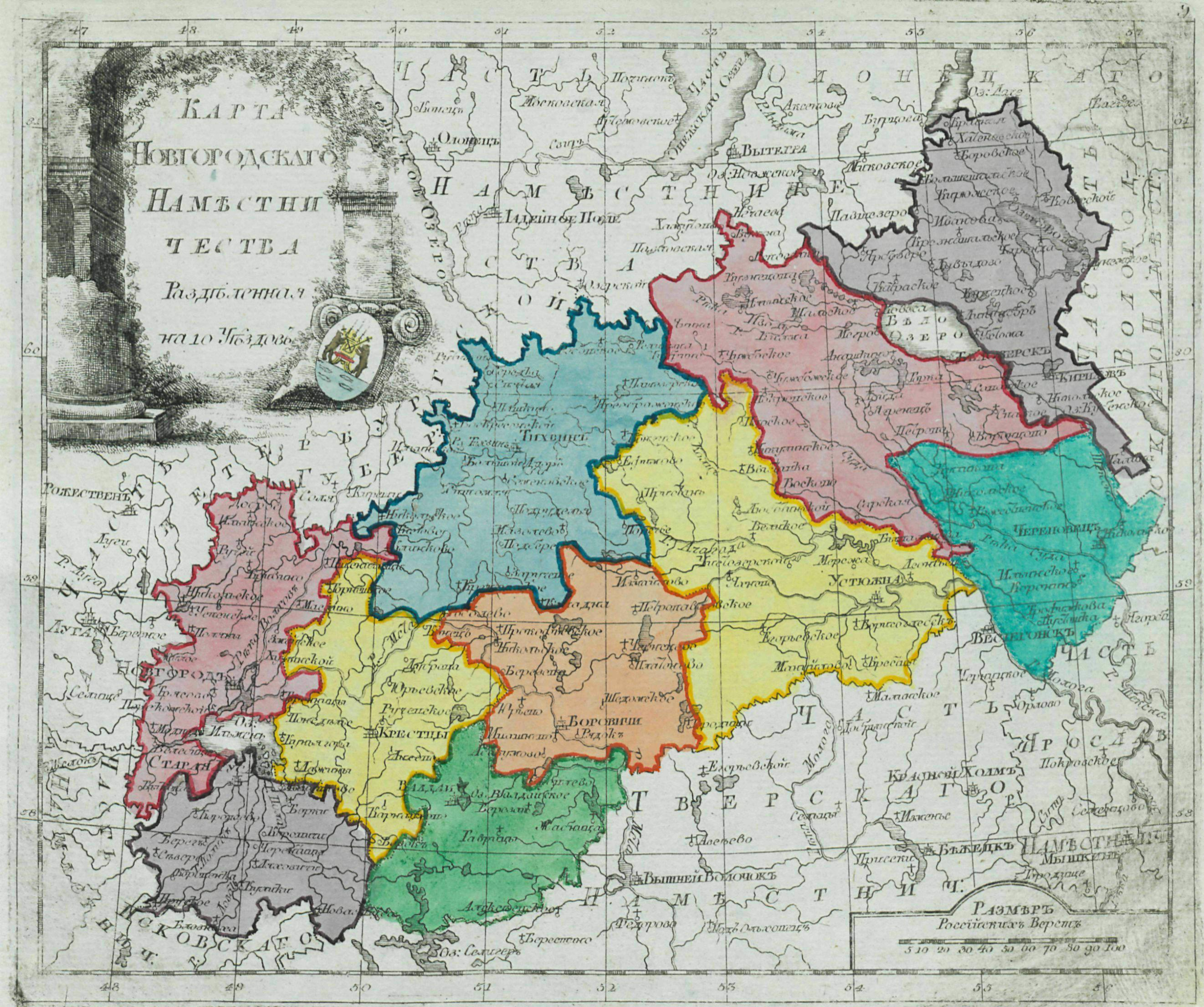
Новгородский уезд, 1792 год

Новгородский уезд не раз менял свои размеры и очертания. Когда в 1773 году создавались уезды с центрами в Валдае, Боровичах и Вышнем Волочке, их территории были образованы в основном за счёт разукрупнения Новгородского уезда, который включал почти половину современной Новгородской области.
Примерно с 1802 года очертания уезда стабилизировались более чем на век.

### Советский период
1 августа 1927 году Новгородская губерния была упразднена. Территория уезда вошла в Новгородский округ Ленинградской области. В 1930 году округ был упразднён, его районы перешли в прямое подчинение Ленинградской области. А в 1944 году образована Новгородская область в составе РСФСР.

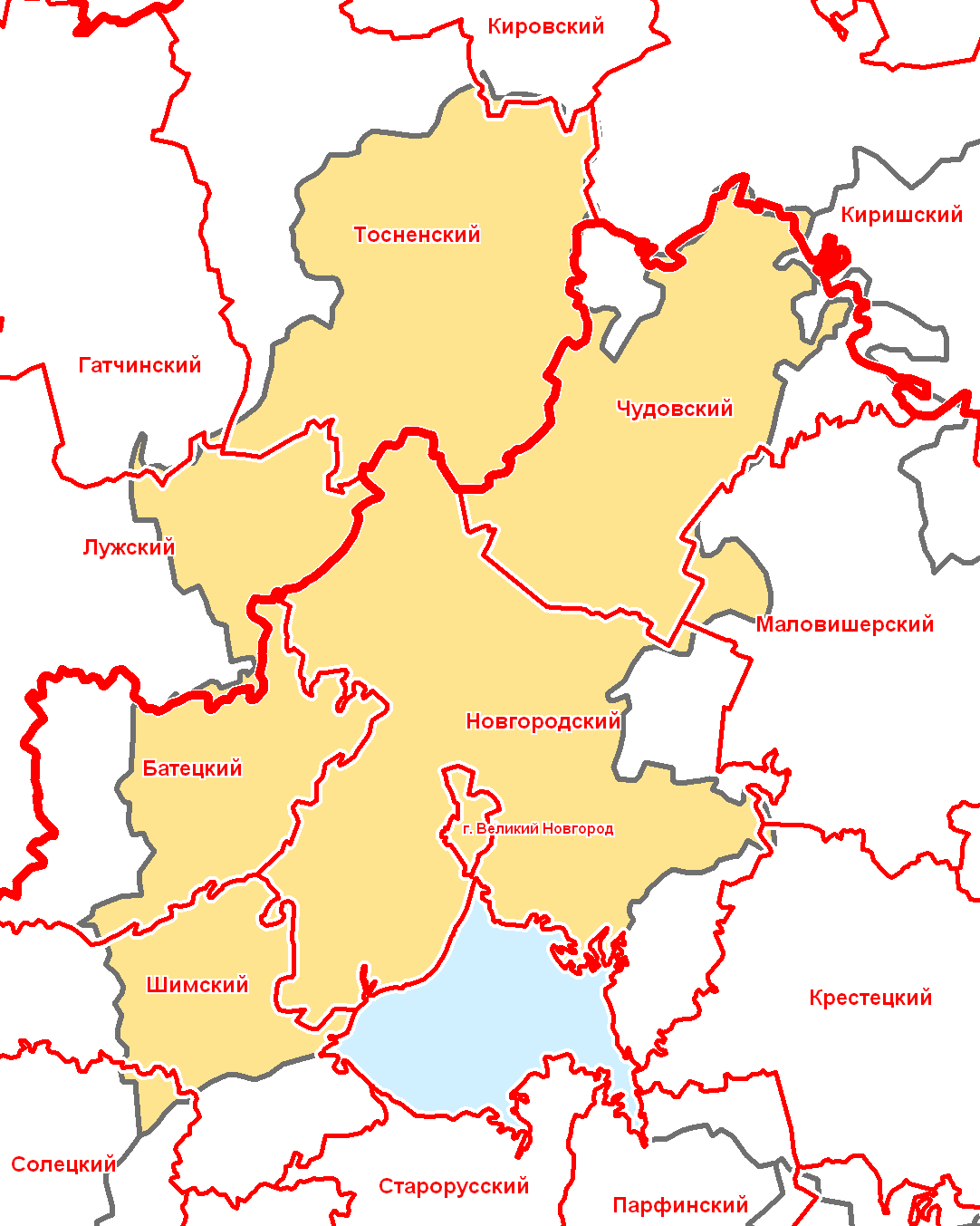
Новгородский уезд в современной сетке районов

## Административно-территориальное устройство
В 1890 году в состав уезда входило 20 волостей
| № п/п | Волость           | Волостное правление | Число селений | Население |
| ----- | ----------------- | ------------------- | ------------- | --------- |
| 1     | Апраксинская      | д. Апраксин Бор     | 20            | 3407      |
| 2     | Бронницкая        | с. Бронница         | 28            | 7337      |
| 3     | Грузинская        | с. Грузино          | 41            | 9773      |
| 4     | Коломенская       | с. Коломно          | 46            | 8586      |
| 5     | Косицкая          | с. Косицино         | 18            | 2495      |
| 6     | Любанская         | с. Померанье        | 36            | 5921      |
| 7     | Марьинская        | с. Андрианово       | 15            | 2666      |
| 8     | Медведская        | с. Медведь          | 27            | 10875     |
| 9     | Никольская        | сл. Никольская      | 50            | 8691      |
| 10    | Ново-Николаевская | д. Николаевская     | 3             | 1526      |
| 11    | Пельгорская       | с. Пельгора         | 25            | 3257      |
| 12    | Подберезская      | д. Подберезье       | 40            | 10721     |
| 13    | Ракомская         | с. Ракомо           | 51            | 7935      |
| 14    | Самокражская      | д. Самокража        | 34            | 4971      |
| 15    | Селогорская       | с. Гора             | 21            | 4874      |
| 16    | Тесовская         | с. Вяжищи           | 79            | 12659     |
| 17    | Трясовская        | с. Фарафоново       | 38            | 6358      |
| 18    | Черновская        | с. Чёрное           | 32            | 5373      |
| 19    | Чудовская         | с. Чудово           | 31            | 8416      |
| 20    | Шимская           | д. Шимск            | 21            | 7771      |

На 1907 год в состав уезда входили 22 волости:
- Апраксинская
- Бронницкая
- Высоковская
- Грузинская
- Косицкая
- Любанская
- Марьинская
- Медведская
- Ново-Николаевская
- Никольская
- Подберезская
- Пельгорская
- Ракомская
- Спасско-Полистьская
- Самокражская
- Селогорская
- Тесовская
- Троицкая
- Трясовская
- Черновская
- Чудовская
- Шимская

## Демография
Населённых пунктов в уезде на начало XX века было 1269 (в том числе 694 сёл и деревень), жилых построек — 413 каменных и 26183 деревянных.
Жителей в 1894 году было 156765 (81972 мжч., 74793 жнщ.; значительное преобладание мужского пола над женским объясняется присутствием свыше 9000 войска). Сельские сословия составляют 132363 человек, из них 2608 колонистов, немцев и латышей. Немцы живут на купленных землях, латыши — большей частью на арендуемых у местных землевладельцев. Прирост крестьянского населения за 1860 — 1894 составлял 45,7 %, или 1,3 % в год. Православного населения 91,2 %, большая часть жителей других исповеданий — протестанты (среди войска и колонисты); старообрядцев — 1708, большей частью беспоповцы.

## Экономика
Удобной земли — 816 651 десятин: под культурой 101 250, сенокосами 219 759 (30 000 десятин поёмных лугов), лесом 495 742 д. (51 %); леса сильно попорчены вырубками.
Земли принадлежали: крестьянам в наделе 303000 десятин, приобретённой покупкой — 116000, дворянам — 160000, купцам — 71000, казне — 110 000, уделу — 34 000, церквам и монастырям — 12 000, остальные 11 000 десятин — лицам других сословий и разным учреждениям. За 30 лет к началу XX века дворянское землевладение сократилось на 93000 десятин; большая часть этих земель перешла в руки крестьян; последние при помощи одного Крестьянского поземельного банка приобрели (1885—1894) свыше 28 000 десятин. Средняя продажная цена десятины за последние годы была 18 р. 16 к., при покупках с помощью Крестьянского банка — 16 р. 90 к. Средние арендные цены 1 десятины: при съёмки целыми участками — 2 р. 30 к., пашни — 8 р. 10, покоса — 12 р. 57 к., пастбища — 24 к. Из 275 имений в уезде принадлежат: дворянам 187, причтам церквей 63, крестьянам 23, мещанам 11, купцам и др. 41 . Частновладельческих хозяйств совершенно запущенных 77; более усовершенствованные приёмы хозяйств введены в 54 имениях.
Благодаря удобному сбыту сена, во многих имениях вся пашня занята клеверными посевами. Крестьянское полевое хозяйство не обеспечивало население продовольствием; ежегодно прикупалось до 100 тысяч четвертей ржи (около 50 % всего необходимого для продовольствия количества).
Урожайность крестьянских полей невысока. Из 26293 крестьянских дворов в 1893 годах было: безземельных — 4020, не имеющих никакого скота — 3834, безлошадных — 6524 двора.
 Скота в Новгородском уезде в 1893 г. было:
|                  | У частных владений | У крестьян | Всего  |
| ---------------- | ------------------ | ---------- | ------ |
| Взрослых лошадей | 1066               | 26 262     | 27 328 |
| Жеребят          | 35                 | 1111       | 1146   |
| Коров и быков    | 2047               | 49 773     | 52 180 |
| Нетелей и телят  | 968                | 12 132     | 13 100 |
| Овец             | 456                | 31 032     | 31 488 |
| Свиней           | 172                | 4562       | 4754   |

 Торговля в Н. у. была сосредоточена главным образом на станциях железной дороги Чудовской и Шимской, а также на пристани Соснинке (при ст. Волховской). Ярмарок 2, обе в г. Новгороде (оборот — всего 27 тыс. руб.).
Фабрик и заводов в 1895 г. было 87, с 2747 рабочими и с производством на 2 098 019 руб.: 1 фаянсовый завод (680 рабочих, производство на 590 тыс. руб.), 9 спичечных (1540 рабочих на 1150 тыс. руб.), 2 стекольных (257 рабочих на 230 тыс. руб.), 1 писчебумажная фабрика (46 рабочих на 76 тыс. руб.); остальные заведения мелкие, большая их часть (51) — маслобойни. Ремесленников и других промышленников в у.: 1301 мастеров, 781 рабочих и 110 учеников. Кустарные промыслы не развиты. Многие крестьяне работают на судах, по железным и шоссейным дорогам. Обширное рыболовство на озере Ильмене и в реке Волхове. Паспортов в 1894 году было выдано 12936: по паспортам уходят преимущественно в СПб. и прибалтийские города. Кроме водных путей по озеру Ильменю, по обходным каналам Сиверсову, Вышерскому и р. Волхову, уезд пересекают Николаевская жел. дор., Н. линия Рыбинской ж. д. и 204 версты шоссированных дорог.
Школ в Новгородском уезде в 1895 г. (исключая войсковых) 202, в том числе 2 сельскохозяйственные (см. Н. губерния), 73 земских начальных, 88 церковно-приходских, 85 школа грамоты, и 5 лютеранских, у колонистов-немцев.
Больниц 4, на 41 кровать, 4 вольные аптеки и 1 земское заведение для душевнобольных в Колмове. Бюджет уездного земства на 1896 год: доходов 160657 руб., в том числе с земель 103 тыс.; расходов 160657 р., в том числе на народное образование 17 тыс., на медицинскую часть 33 тыс., на пути сообщения 24 тыс., на управление 12 тыс. руб.

## Памятники древности
Памятников древностей много, из них наиболее заслуживают внимания: церковь в Нередицах, Рюриково Городище, монастыри Юрьев, Антониев, Хутынский и другие. Памятником существовавших здесь военных поселений остался ряд казарм близ р. Волхова и с. Грузино, резиденция гр. Аракчеева.

## Уездные предводители дворянства[4]
| Ф.И.О                                      | Должность                        | Года      |
| ------------------------------------------ | -------------------------------- | --------- |
| Корсаков Иван Иванович                     | Лейб-гвардии поручик             | 1776-1789 |
| Рыкачёв Степан Васильевич                  | Секунд-майор                     | 1789-1798 |
| Бухвостов Александр Васильевич             | Коллежский асессор               | 1798-1804 |
| Овцын Александр Алексеевич                 | Гвардии поручик                  | 1804-1806 |
| Обрютин Александр Алексеевич               |                                  | 1806-1808 |
| Завалишин Николай Афанасьевич              | Майор                            | 1808-1810 |
| Головин Иван Сергеевич (граф)              | Полковник                        | 1810-1815 |
| Балле Пётр Иванович                        | Надворный советник               | 1815-1821 |
| Васильчиков Алексей Васильевич             | Действительный камергер          | 1821-1822 |
| Зеленин Николай Дмитриевич                 | Мичман                           | 1822-1824 |
| Рене Фёдор Карлович (барон)                | Полковник                        | 1824-1825 |
| Игнатьев Сергей Александрович              | Действительный статский советник | 1825-1826 |
| Пузино Поликарп Иванович                   | Надворный советник               | 1826-1827 |
| Обольянинов Александр Степанович           | Надворный советник               | 1827-1830 |
| Тырков Алексей Дмитриевич                  | Коллежский асессор               | 1830-1836 |
| Рыкачёв Пётр Степанович                    | Артиллерии поручик               | 1836-1840 |
| Бровцын Алексей Платонович                 | Поручик                          | 1840-1848 |
| Васильчиков Александр Илларионович (князь) | Надворный советник               | 1848-1851 |
| Голицын Павел Васильевич (князь)           | Коллежский асессор               | 1851-1854 |
| Рыкачёв Пётр Степанович                    | Поручик                          | 1854-1857 |
| Мышецкий Николай Евграфович (князь)        | Ротмистр                         | 1857-1860 |
| Адеркас Михаил Егорович                    | Титулярный советник              | 1860-1862 |
| Малевич Владимир Степанович                | Полковник                        | 1862-1872 |
| Лутовинов Александр Григорьевич            | Полковник                        | 1872-1881 |
| Рейхель Пётр Казимирович                   | Коллежский регистратор           | 1881-1890 |
| Голицын Павел Павлович (князь)             | Гвардии поручик                  | 1890-1902 |
| Болотов Александр Владимирович             | Надворный советник               | 1902-1905 |
| Щербатский Фёдор Ипполитович               | Приват-доцент                    | 1906      |